# Schronisko Zbójnickie

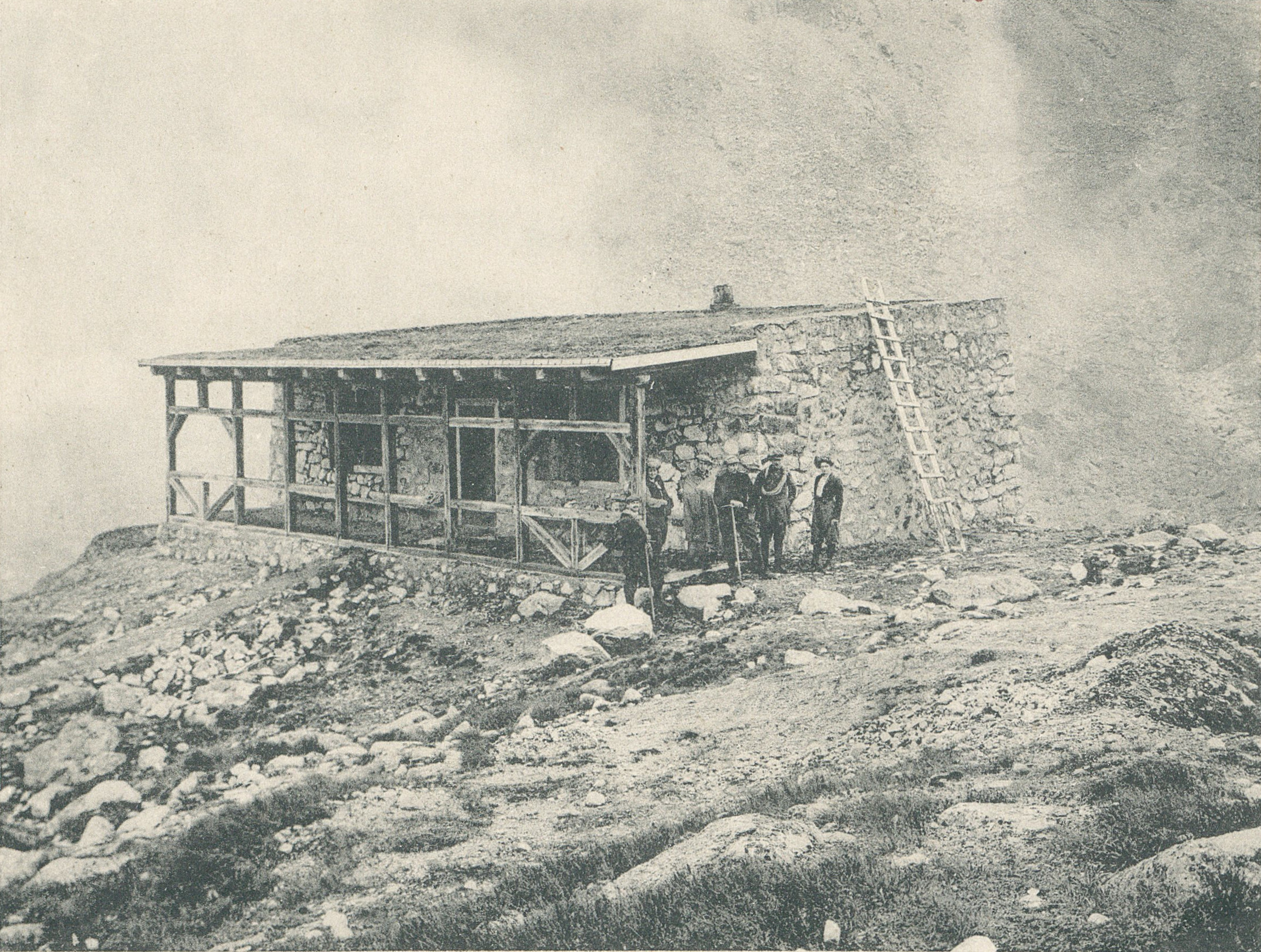
Schronisko w swojej pierwotnej formie

Schronisko Zbójnickie (słow. Zbojnícka chata, niem. Großkohlbacher Schutzhaus, Langersee-Schutzhaus, Räuberhütte, węg. Hosszú-tavi-menedékház) – schronisko w słowackich Tatrach Wysokich, w Dolinie Staroleśnej (słow. Veľká Studená dolina) na wysokości ok. 1960 m n.p.m.
Pierwszym budynkiem, który powstał w tym miejscu, była chata wzniesiona w latach 1907–1908. Wybudował je węgierski zarząd lasów państwowych dla celów myśliwskich, ale w 1910 r. udostępnił turystom. Na początku było niezagospodarowane, mieściło jedno pomieszczenie z pryczami, ławkami i piecykiem. W roku 1924 schronisko zostało przejęte przez Klub Czechosłowackich Turystów – przebudowano je i nadano obecną nazwę Zbojnícka chata. Przeprowadzano później kolejne remonty – ostatni miał miejsce po pożarze 14 czerwca 1998 r. i zakończył się pod koniec 1999 r. W odbudowie duży wkład miały dobrowolne datki zebrane wśród słowackiego społeczeństwa. Podczas remontu obok spalonego budynku znajdował się duży namiot, w którym mogli spać także turyści. Dzisiaj schronisko ma 16 łóżek. Zbójnicka Chata jest zaopatrywana tylko przez nosiczów. Chatarem schroniska w 2010 r. był Ľudovít Záhor. Latem 2016 r. na dachu chaty zainstalowano i uruchomiono automatyczną stację meteorologiczną.
Nazwę swą schronisko wzięło od pobliskich Zbójnickich Stawów. Dawniej przez polskich taterników zwana była Trupiarnią ze względu na panujące w nim zimno, wilgoć i nieporządek. Obecna polska nazwa jest kalką słowackiej, nie była używana przed II wojną światową.

## Szlaki turystyczne
– niebieski szlak z Tatrzańskiej Łomnicy obok Wodospadów Zimnej Wody i Rainerowej Chatki i dalej wzdłuż Staroleśnego Potoku do schroniska, stąd przez Rohatkę i Dolinę Białej Wody do Łysej Polany.
- Czas przejścia z Tatrzańskiej Łomnicy do Rainerowej Chatki: 2:10 h, ↓ 1:55 h
- Czas przejścia od Rainerowej Chatki do schroniska: 2:15 h, ↓ 1:45 h
- Czas przejścia od schroniska na Rohatkę: 1:15 h, ↓ 55 min
- Czas przejścia z Rohatki na Łysą Polanę: 5 h, ↑ 5:40 h

  – żółty szlak prowadzący ze Schroniska Téryego przez Czerwoną Ławkę do Schroniska Zbójnickiego, jeden z najtrudniejszych tatrzańskich szlaków turystycznych.
- Czas przejścia ze Schroniska Téryego na przełęcz: 1:30 h
- Czas przejścia z przełęczy do Schroniska Zbójnickiego: 1:45 h

## Kontakt
- adres: Zbojnícka chata, Starý Smokovec, 062 01 Vysoké Tatry[3]